# Luna 1958A
Luna 1958A, también llamada Luna E-1 No. 1, fue una sonda espacial soviética fallida desarrollada por el Programa espacial soviético, y la primera misión del Programa Luna. También fue la primera de cuatro misiones de la serie E-1.
La sonda fue lanzada el 23 de septiembre de 1958 desde el Cosmódromo de Baikonur en la Unión Soviética.
Fue el primer intento soviético de llegar a la Luna, con el objetivo de que la sonda se estrellara contra la superficie lunar. La sonda estaba diseñada para que a una distancia de 113.000 km de la Tierra liberara una pequeña nube de sodio (1 kg) y así crear una estela de color naranja, con el brillo de una estrella de sexta magnitud, que se pudiera ver desde la Tierra. De esta forma los técnicos podrían seguir durante un tiempo el rastro de la sonda y observar el comportamiento de un gas en el vacío.
La sonda, de 361 kg, consistía en un recipiente esférico presurizado, cinco antenas extendidas en un hemisferio, mientras que los puertos de los instrumentos sobresalían de la superficie de la esfera. La sonda era alimentada por baterías y contenía un equipo de radio, un transmisor de seguimiento, un sistema de telemetría, cinco conjuntos diferentes de dispositivos científicos para estudiar el espacio interplanetario (incluyendo un magnetómetro, contador Geiger, contador de centelleo, y un detector de micrometeoritos), y otros equipos.
La sonda fue lanzada con un cohete de transporte Luna 8K72 (SL-3/A-1). Noventa y dos segundos después del lanzamiento, un fallo estructural debido a la vibración causada por las oscilaciones de presión en los propulsores causó que el cohete explotase.